# Heinz Zednik

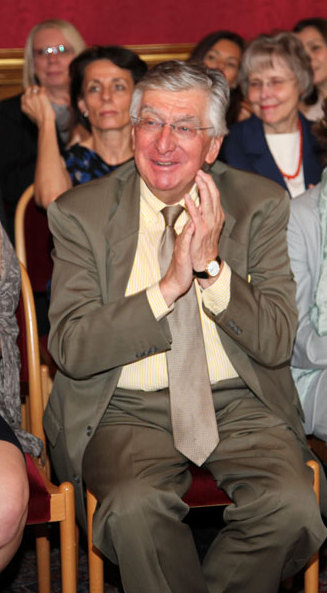
Heinz Zednik (2013)

Heinz Zednik (* 21. Februar 1940 in Wien) ist ein österreichischer Opernsänger (Charaktertenor).

## Leben
Zednik studierte am Konservatorium Wien, debütierte 1964 in Graz und wurde 1965 Mitglied der Wiener Staatsoper. Dort blieb er mehr als fünf Jahrzehnte und gab im Jahr 2018 seine letzte Vorstellung. Ab 1970 sang er bei den Bayreuther Festspielen, wo er als Mime, Loge und David der Nachfolger von Gerhard Stolze und Gerhard Unger war. Im sogenannten „Jahrhundertring“ 1976 verkörperte er unter der musikalischen Leitung von Pierre Boulez in der Regie von Patrice Chéreau den Loge im Rheingold und den Mime in Siegfried. Ab 1980 wirkte er bei den Salzburger Festspielen mit, wo ihn Herbert von Karajan als Bardolfo in Giuseppe Verdis Falstaff engagierte, 1992 war er bei den Festspielen in Z Mrtvého Domu zu sehen. Unter der Leitung von Herbert von Karajan sang er den Valzacchi im Rosenkavalier, unter Claudio Abbado den Schreiber in Chowanschtschina, unter James Levine den Monostatos in der Zauberflöte und unter Lorin Maazel den Regisseur in Un ré in ascolto.
Im Liedgesang widmet sich Heinz Zednik einem ausgefallenen Repertoire. So etwa Ernst Kreneks Liedzyklus Reisebuch aus den österreichischen Alpen sowie dem Krämerspiegel von Richard Strauss oder den eigens für ihn komponierten Grünspan-Liedern von Franz Thürauer. Außerdem zählt Zednik zu den führenden Interpreten des klassischen Wienerliedes.
Heinz Zednik gilt vielen aufgrund seines natürlichen Talents für Komik, Posse und Ironie sowie seiner hohen, sehr flexiblen Stimme und seiner kleinen, schmalen Gestalt als die Idealbesetzung für seine Paraderollen.
2019 heiratete er die Schönheitschirurgin Dagmar Millesi.

## Auszeichnungen
- 1980: Berufstitel Österreichischer Kammersänger[6]
- 1983: Grammy Award „Best Opera Recording“
- 1991: Grammy Award „Best Opera Recording“
- 1994: Ehrenmitglied der Wiener Staatsoper[6]
- 2000: Österreichisches Ehrenkreuz für Wissenschaft und Kunst I. Klasse[7]
- 2001: Ehrenmedaille der Bundeshauptstadt Wien in Gold[8]
- 2016: „Goldener Johann Strauss“ 2016[9]
- 2021: Österreichischer Musiktheaterpreis für sein Lebenswerk[10]

## Aufnahmen
- Alban Berg: Lulu (Oper), mit Julia Migenes, Margarethe Bence, Ulrike Steinsky, Brigitte Fassbaender, Heinz Zednik, Theo Adam; Dirigent: Lorin Maazel, Orchester der Wiener Staatsoper, Ariola, Live-Aufnahme 1983

## Publikationen
- In memoriam Peter Schreier, in: Matthias Herrmann (Hrsg.), Begegnungen mit Peter Schreier, Beucha/Markkleeberg 2020, 2. Aufl. 2021, ISBN 3-86729-263-9, S. 132–133.